# Setge de Tessalònica (1422-1430)
|  | Per a altres significats, vegeu «Batalla de Tessalònica». |

El setge de Tessalònica per les forces de l'Imperi Otomà, governat pel soldà Murat II, es produí entre el 1422 i el 1430 i acabà amb la caiguda de Tessalònica en mans dels turcs. La ciutat restaria sota el jou turc durant cinc segles, fins a la seva incorporació al Regne de Grècia el 1912.
Tessalònica ja havia estat sota control otomà entre el 1387 i el 1403, però el caos de l'interregne otomà havia propiciat el seu retorn a l'Imperi Romà d'Orient com a compensació per l'ajuda brindada per l'emperador Manuel II Paleòleg a Süleyman Çelebi, un dels candidats al tron otomà. Tanmateix, el 1422, Murat investí Tessalònica en represàlia pel suport de Constantinoble a Mustafà Çelebi, un pretendent rival. Com que no tenia ni tropes ni recursos suficients per defensar la ciutat, el dèspota Andrònic Paleòleg la cedí a la República de Venècia el setembre del 1423. Els esforços dels venecians per convèncer el soldà de reconèixer-los com a posseïdors de Tessalònica foren debades, car Murat es considerava l'amo legítim de la ciutat i veia els venecians com a intrusos en els seus dominis. La disputa conduí a un bloqueig de Tessalònica pels otomans, que de tant en tant escalava amb assalts directes contra la ciutat. De totes maneres, la major part de les hostilitats foren incursions als respectius territoris dels combatents als Balcans i les illes de l'Egeu. Els venecians no reeixiren en els seus intents de pressionar el soldà bloquejant els Dardanels a Gal·lípoli.
Amb el temps, l'odi dels habitants grecs cap als seus governants italians va dividir i minar la resistència de la ciutat assetjada. Els otomans, amb el soldà al capdavant, van acabar conquerint la ciutat el 29 de març del 1430.
Amb el domini d'aquesta ciutat, els turcs van assegurar definitivament el seu domini sobre Macedònia i van avançar lliurement sobre el centre i el sud de l'actual Grècia, saquejant-ho tot al seu pas. Al seu torn també van avançar cap a l'oest, on Murat II va xocar a les muntanyes d'Albània amb la resistència del guerriller Skanderbeg.